# Malîi Zalaniv, Rohatîn
Malîi Zalaniv (în ucraineană Малий Заланів) este un sat în comuna Zalaniv din raionul Rohatîn, regiunea Ivano-Frankivsk, Ucraina.

## Demografie
Componența lingvistică a localității Malîi Zalaniv
     Ucraineană (100%)
Conform recensământului din 2001, toată populația localității Malîi Zalaniv era vorbitoare de ucraineană (100%).